# Svanvik
För andra betydelser, se Svanvik (olika betydelser).
Svanvik är en tidigare tätort i Orusts kommun i landskapet Bohuslän i Västra Götalands län. Det är ett villaområde, beläget strax sydväst om Varekil. Området räknas sedan 2015 som en del av tätorten Varekil.

## Befolkningsutveckling
| Befolkningsutvecklingen i Svanvik 1980–2010        | Befolkningsutvecklingen i Svanvik 1980–2010 | Befolkningsutvecklingen i Svanvik 1980–2010 | Befolkningsutvecklingen i Svanvik 1980–2010 | Befolkningsutvecklingen i Svanvik 1980–2010 |
| -------------------------------------------------- | ------------------------------------------- | ------------------------------------------- | ------------------------------------------- | ------------------------------------------- |
|                                                    |                                             |                                             |                                             |                                             |
| År                                                 |                                             |                                             | Folkmängd                                   | Areal (ha)                                  |
| 1980                                               | 1980                                        |                                             | 396                                         |                                             |
| 1990                                               | 1990                                        |                                             | 374                                         | 37                                          |
| 1995                                               | 1995                                        |                                             | 335                                         | 37                                          |
| 2000                                               | 2000                                        |                                             | 329                                         | 35                                          |
| 2005                                               | 2005                                        |                                             | 324                                         | 35                                          |
| 2010                                               | 2010                                        |                                             | 293                                         | 35                                          |
| Anm.: Ny tätort 1980. Sammanvuxen med Varekil 2015 |                                             |                                             |                                             |                                             |